# Hypobarathra unicolor
Hypobarathra unicolor är en fjärilsart som beskrevs av Nobukatsu Marumo 1917. Hypobarathra unicolor ingår i släktet Hypobarathra och familjen nattflyn. Inga underarter finns listade i Catalogue of Life.